# Trelew
Trelew est une ville de la province de Chubut, en Argentine. Elle est située en Patagonie, dans la vallée inférieure du río Chubut, dans le département de Rawson, à environ 20 km de l'océan Atlantique. Elle comptait 110 000 habitants en 2022. La ville tient son nom du gallois tref "ville" et du nom de son fondateur, Lewis Jones.

## Description
La ville est un centre commercial et industriel important, et constitue le pôle textile lainier le plus important d'Argentine. C'est là que l'on transforme et commercialise 90 % de la laine argentine. La production quitte la ville par Puerto Madryn et Puerto Deseado, principalement vers l'étranger.

## Histoire
- 1920 : grand grève, avec Antonio Soto (syndicaliste)

## Tourisme
Dans la ville se trouve le Musée régional Pueblo de Luis, qui témoigne des aspects historiques de la région, en relation avec la colonie galloise et les groupes mapuches et tehuelches.
Le Musée paléontologique Egidio Feruglio conserve quant à lui les vestiges du patrimoine paléontologique de la Patagonie, l'un des plus importants d'Amérique du Sud. Célèbre pour ses spécimens de dinosaures, ce musée intègre un centre de recherche scientifique et organise des activités pédagogiques d'initiation à la paléontologie à destination du jeune public.

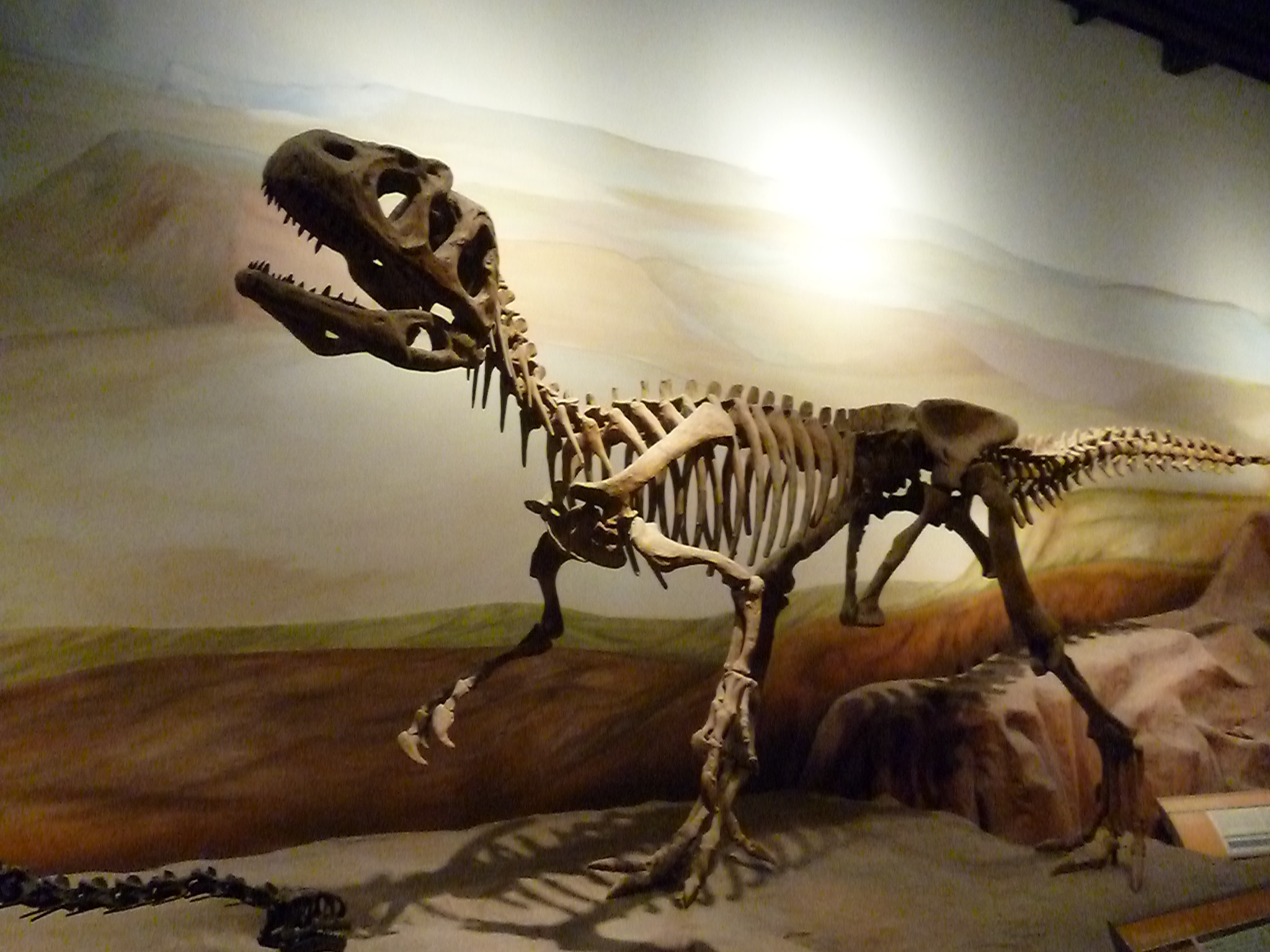
Musée paléontologique Egidio Feruglio
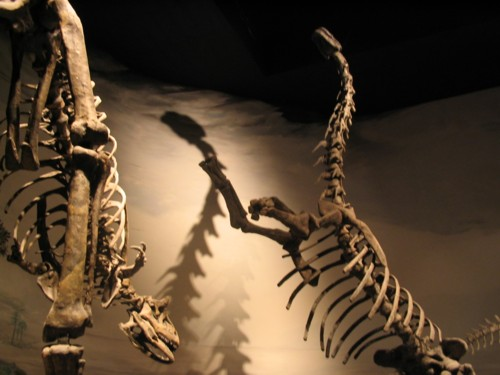
Musée paléontologique Egidio Feruglio,autre vue intérieure.
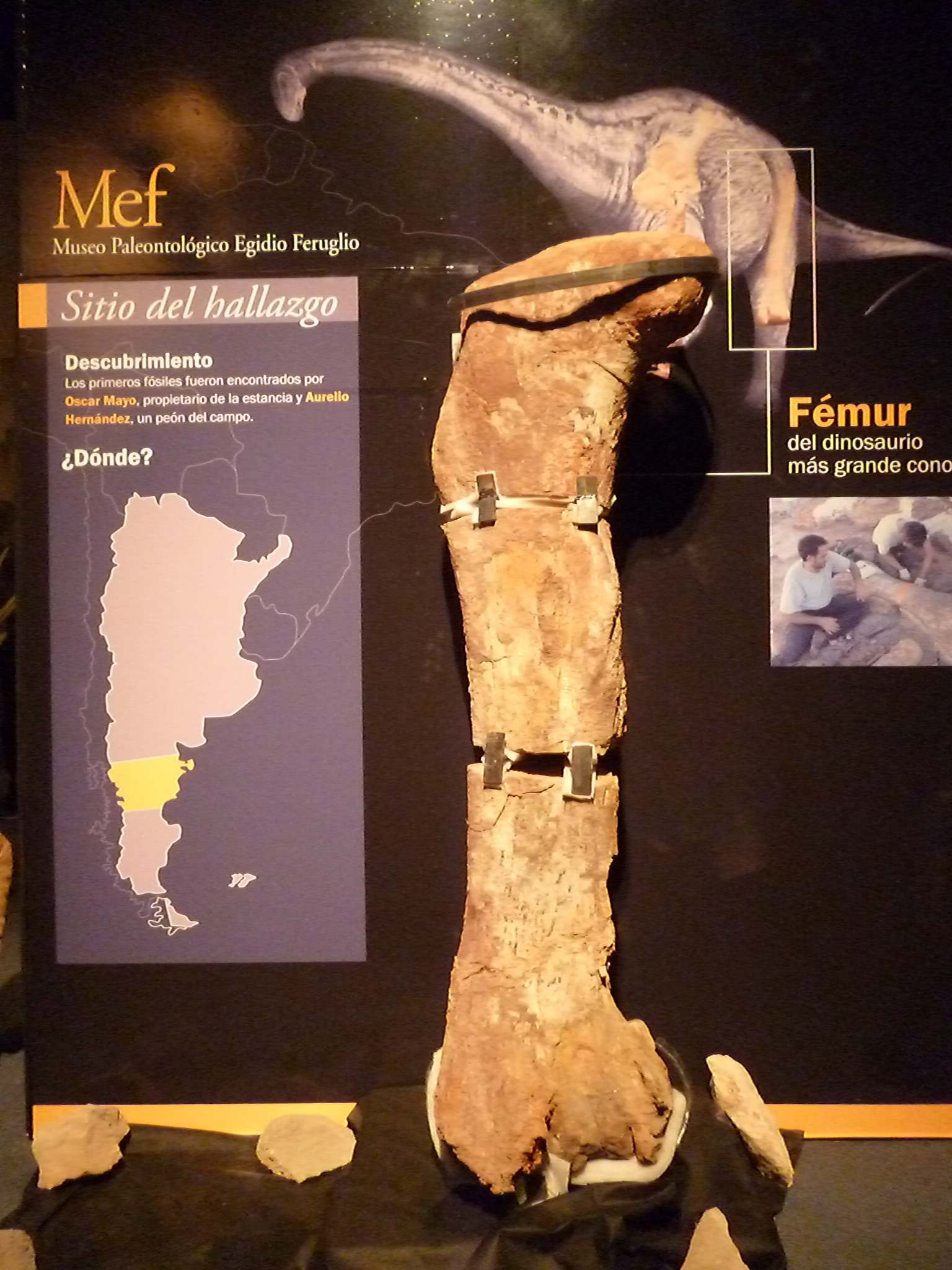
Fémur du plus grand dinosaure connu, le célèbre Patagotitan, Musée de Paléontologie Egidio Feruglio.

La ville de Trelew sert aussi de base pour des activités touristiques tant nationales qu'internationales pendant toute l'année, reliant des centres de grand intérêt touristique comme la Péninsule Valdés, Punta Tombo, Gaiman, les lac et barrage Florentino Ameghino et bien d'autres encore.

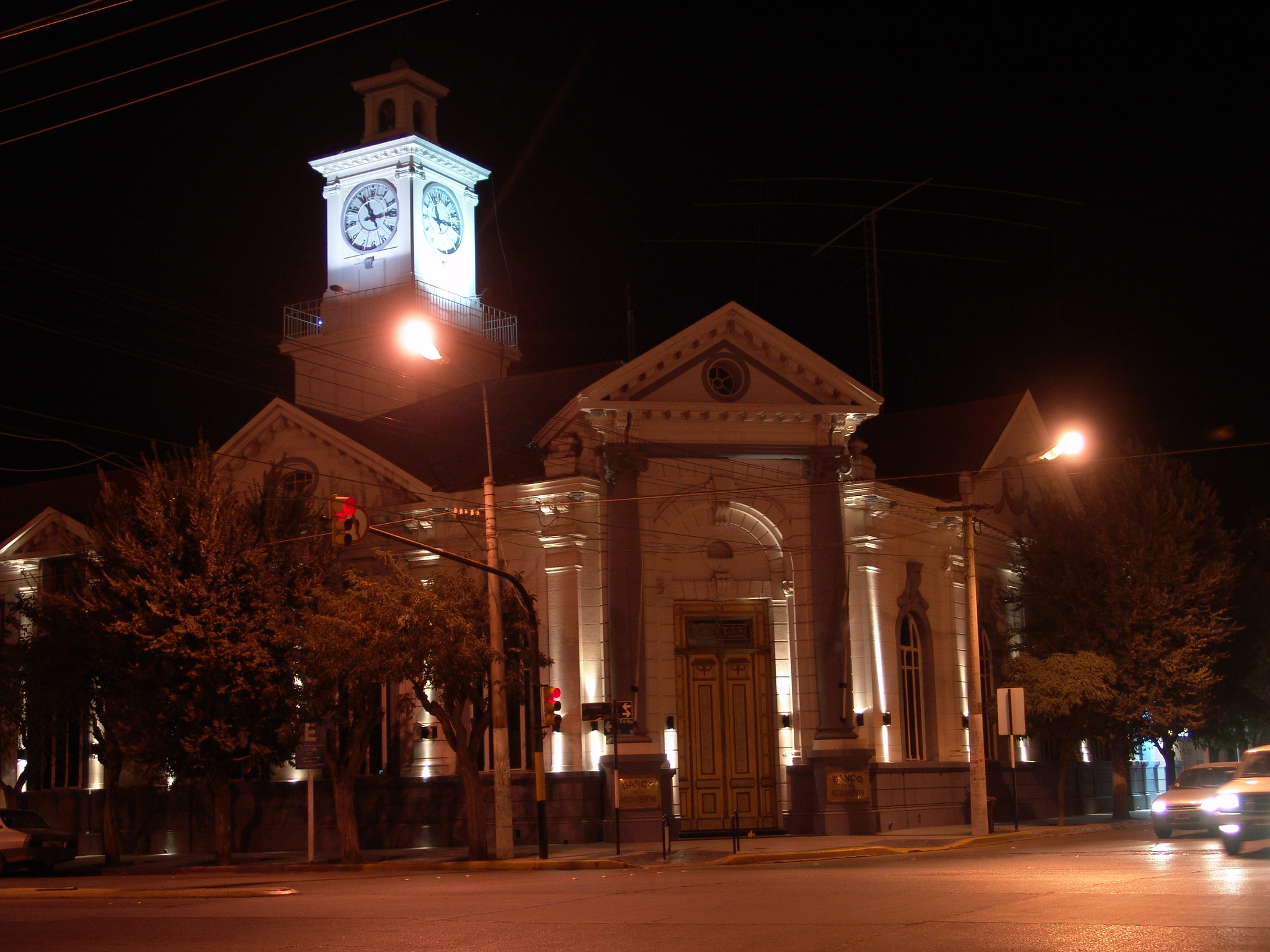
Banco Nación
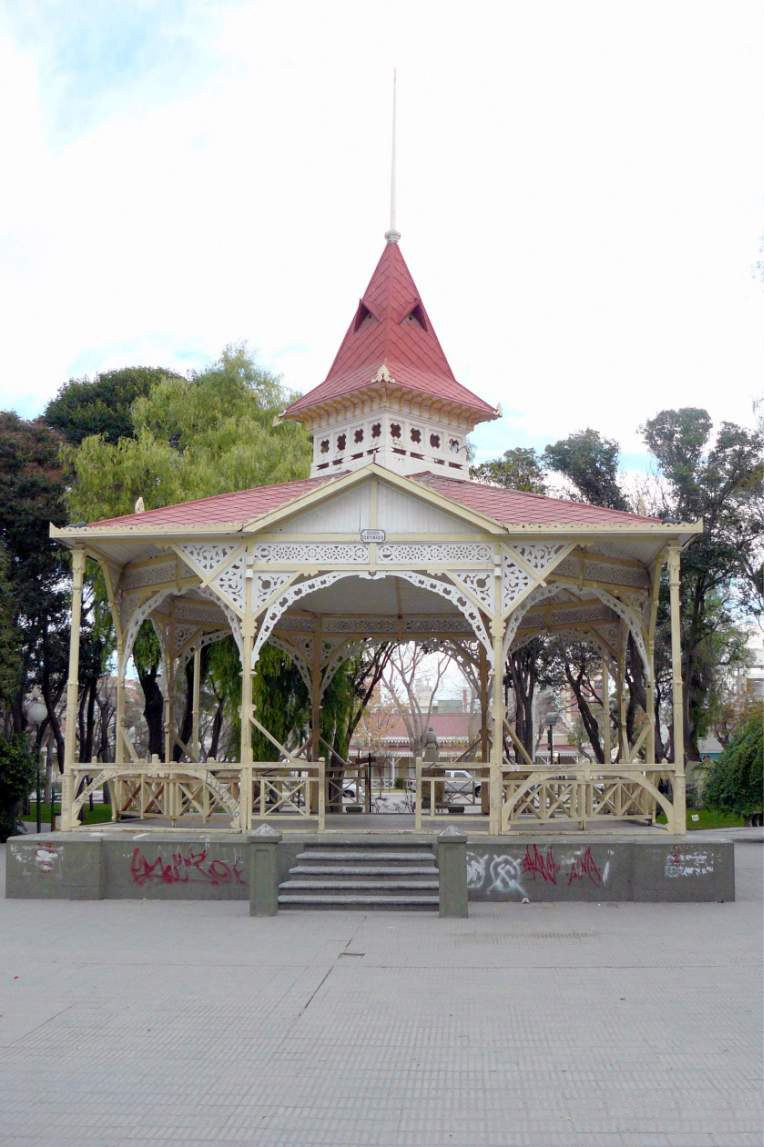
Place centrale de la ville
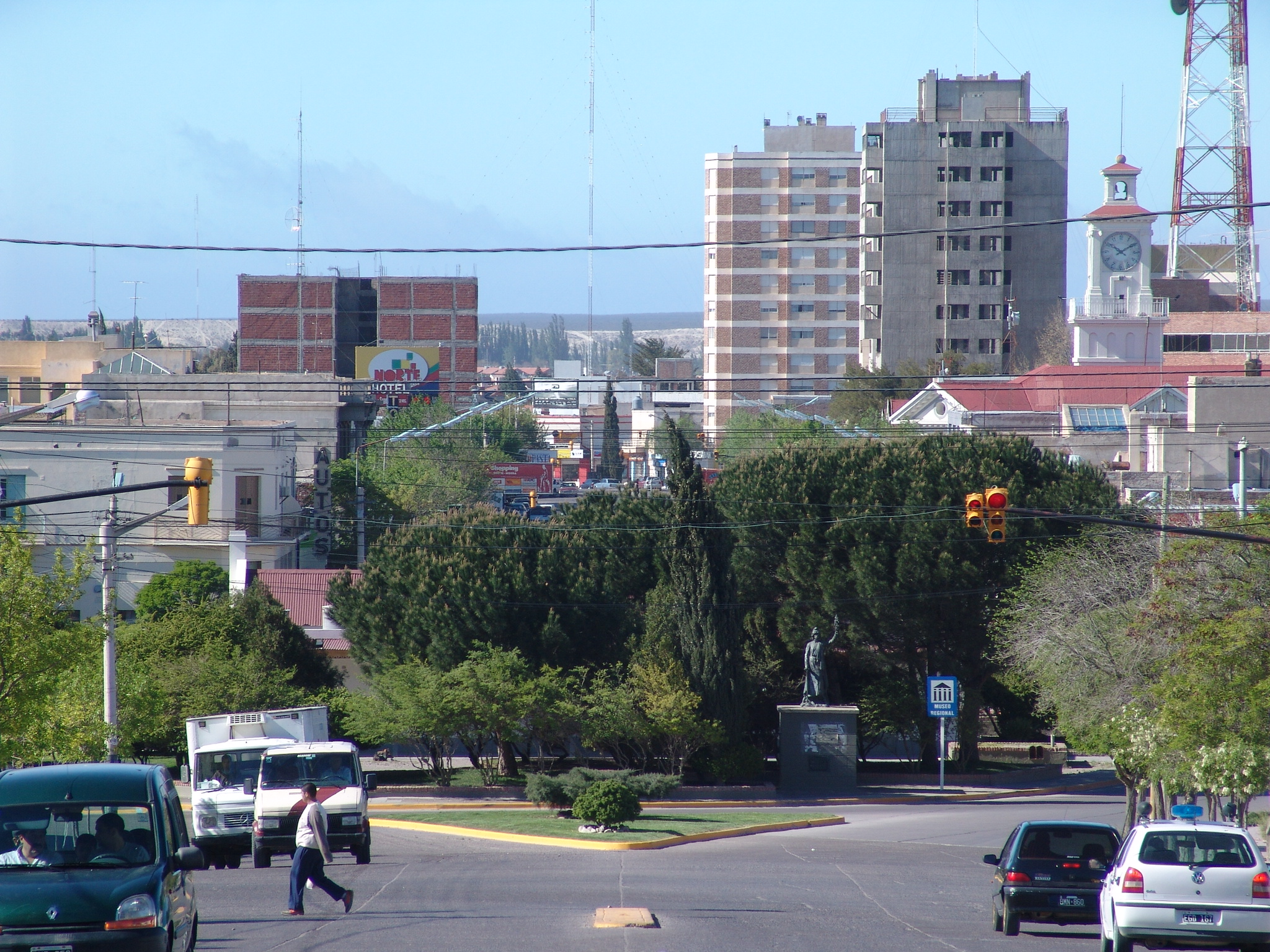
Avenue Gdor Fontana

## Transports
Trelew possède un aéroport Almirante Zar, code AITA : REL).